# Groupe du Rassemblement démocratique et social européen
Le groupe du Rassemblement démocratique et social européen (RDSE) — dénommé groupe du Rassemblement démocratique européen (RDE) jusqu’en 1995 — est un groupe parlementaire français au Sénat. Constitué en 1989, il prend la succession du groupe de la Gauche démocratique. D’orientation principalement centriste et radicale, il est actuellement présidé par Maryse Carrère et comprend 16 sénateurs.

## Historique
Le groupe du Rassemblement démocratique européen (RDE) est issu du groupe de la Gauche démocratique (GD), fondé en 1892. Constitué le 4 avril 1989, il est renommé en « groupe du Rassemblement démocratique et social européen » (RDSE) à la suite des élections sénatoriales de 1995.
À ses débuts, le groupe comprend des personnalités politiques de droite de premier plan, comme Jean François-Poncet ou Étienne Dailly. Il compte également sur ses bancs des élus de centre gauche ou sans étiquette, comme l’homme politique marseillais Robert Vigouroux.
Le RDSE fait figure d’exception dans un paysage politique de plus en plus marqué par un clivage bipartisan. Son positionnement charnière rend difficile son classement au sein de la majorité ou de l'opposition. De fait, il est caractérisé par la liberté de vote de chaque sénateur, qui remplace la discipline de groupe prévalant souvent dans les groupes parlementaires.
En 2002, la création du groupe UMP au Sénat accroît le phénomène bipartite à la chambre haute, d'autant que ce groupe possède la majorité absolue jusqu'en 2004. Cette évolution affaiblit le groupe RDSE.
Au fil des années, le groupe comprend davantage de personnalités de gauche que de droite.
Dans le cadre de l'élection présidentielle de 2017, onze membres du groupe accordent leur « parrainage » à Emmanuel Macron, un membre à Jean-Luc Mélenchon et un à François Fillon. Quatre sénateurs RDSE n’accordent leur parrainage à aucun candidat,.

## Composition

### Composition de 1995 à 1998
À la suite du renouvellement de 1995, le groupe Rassemblement démocratique européen (RDE) regroupant les sénateurs de la mouvance radicale, change de nom pour devenir le groupe Rassemblement démocratique et social européen (RDSE). Il est alors composé de 22 membres (Droite : 11 UDF-Rad., 2 UDF-AD, 1 UDF-FD / Gauche : 6 PRS, 1 DVG et 1 FDG) et de 2 rattachés (1 UDF-FD et 1 DVD) soit un total de 24 sénateurs.  
| Département      | Nom                  | Parti | Parti   | Remarques                                                                       |
| ---------------- | -------------------- | ----- | ------- | ------------------------------------------------------------------------------- |
| Aisne            | Paul Girod           |       | UDF-AD  |                                                                                 |
| Aisne            | François Lesein      |       | UDF-PRV |                                                                                 |
| Alpes-Maritimes  | Pierre Laffitte      |       | UDF-PRV |                                                                                 |
| Bouches-du-Rhône | Robert Vigouroux     |       | DVG     |                                                                                 |
| Bouches-du-Rhône | André Vallet         |       | UDF-PRV |                                                                                 |
| Charente         | Pierre Lacour        |       | UDF-FD  | Rattaché au groupe ; destitué par le conseil constitutionnel le 13 juillet 1996 |
| Corrèze          | Georges Mouly        |       | UDF-PRV |                                                                                 |
| Eure             | Henri Collard        |       | UDF-PRV |                                                                                 |
| Gironde          | Joëlle Dusseau       |       | PRS     |                                                                                 |
| Hérault          | Gérard Delfau        |       | PRS     |                                                                                 |
| Isère            | Guy-Pierre Cabanel   |       | UDF-PRV | Président                                                                       |
| Jura             | Pierre Jeambrun      |       | UDF-PRV |                                                                                 |
| Loir-et-Cher     | Jacques Bimbenet     |       | UDF-PRV |                                                                                 |
| Lot              | André Boyer          |       | PRS     |                                                                                 |
| Lot-et-Garonne   | Jean François-Poncet |       | UDF-AD  |                                                                                 |
| Lot-et-Garonne   | Raymond Soucaret     |       | UDF-PRV |                                                                                 |
| Haute-Marne      | Georges Berchet      |       | UDF-PRV |                                                                                 |
| Moselle          | Jean-Marie Rausch    |       | DVD     | Rattaché au groupe                                                              |
| Hautes-Pyrénées  | François Abadie      |       | PRS     |                                                                                 |
| Haute-Saône      | Bernard Joly         |       | UDF-PRV |                                                                                 |
| Somme            | Fernand Demilly      |       | UDF-FD  |                                                                                 |
| Tarn-et-Garonne  | Jean-Michel Baylet   |       | PRS     |                                                                                 |
| Tarn-et-Garonne  | Yvon Collin          |       | PRS     |                                                                                 |
| Réunion          | Lylian Payet         |       | DVG     | rejoint le groupe le 17 février 1998                                            |
| Guyane           | Georges Othily       |       | FDG     |                                                                                 |

### Composition de 1998 à 2001
À la suite du renouvellement de 1998, le groupe RDSE est composé de 22 membres (Droite : 11 UDF-Rad., 4 UDF / Gauche : 5 PRG, 1 DVG et 1 FDG) et de 1 rattaché (1 DVD) soit un total de 23 sénateurs.
| Département      | Nom                   | Parti | Parti   | Remarques                                           |
| ---------------- | --------------------- | ----- | ------- | --------------------------------------------------- |
| Aisne            | Paul Girod            |       | UDF     |                                                     |
| Aisne            | Jacques Pelletier     |       | UDF-PRV |                                                     |
| Alpes-Maritimes  | Pierre Laffitte       |       | UDF-PRV |                                                     |
| Bouches-du-Rhône | André Vallet          |       | UDF-PRV |                                                     |
| Corrèze          | Georges Mouly         |       | UDF-PRV |                                                     |
| Gers             | Aymeri de Montesquiou |       | UDF-PRV |                                                     |
| Hérault          | Gérard Delfau         |       | PRG     |                                                     |
| Isère            | Guy-Pierre Cabanel    |       | UDF-PRV | Président                                           |
| Jura             | Pierre Jeambrun       |       | UDF-PRV | Décédé le 7 février 2001                            |
| Jura             | Pierre Guichard       |       | UDF     | remplace Pierre Jeambrun à partir du 8 février 2001 |
| Loir-et-Cher     | Jacques Bimbenet      |       | UDF-PRV |                                                     |
| Lot              | André Boyer           |       | PRG     |                                                     |
| Lot-et-Garonne   | Jean François-Poncet  |       | UDF     |                                                     |
| Lot-et-Garonne   | Raymond Soucaret      |       | UDF-PRV |                                                     |
| Haute-Marne      | Georges Berchet       |       | UDF-PRV |                                                     |
| Moselle          | Jean-Marie Rausch     |       | DVD     | Rattaché au groupe                                  |
| Hautes-Pyrénées  | François Abadie       |       | PRG     |                                                     |
| Haute-Saône      | Bernard Joly          |       | UDF-PRV |                                                     |
| Somme            | Fernand Demilly       |       | UDF     |                                                     |
| Tarn-et-Garonne  | Jean-Michel Baylet    |       | PRG     |                                                     |
| Tarn-et-Garonne  | Yvon Collin           |       | PRG     |                                                     |
| Hauts-de-Seine   | Jean-Pierre Fourcade  |       | UDF     |                                                     |
| Réunion          | Lylian Payet          |       | DVG     |                                                     |
| Guyane           | Georges Othily        |       | FDG     |                                                     |

### Composition de 2001 à 2004
À la suite du renouvellement de 2001, le groupe RDSE est composé de 19 membres (Droite : 6 UDF-Rad. et 6 UDF / Gauche : 6 PRG, 1 DVG et 1 FDG) et de 1 rattaché (1 PPM) soit un total de 19 sénateurs. En décembre 2002, à la suite de la création de l'Union pour un mouvement populaire, cinq sénateurs UDF rejoignent le nouveau groupe de la majorité présidentielle réduisant le RDSE à 17 membres.
| Département       | Nom                   | Parti | Parti   | Remarques                                                               |
| ----------------- | --------------------- | ----- | ------- | ----------------------------------------------------------------------- |
| Aisne             | Paul Girod            |       | UDF     | Rejoint le groupe UMP le 11 décembre 2002                               |
| Aisne             | Jacques Pelletier     |       | UDF-PRV | Président                                                               |
| Alpes-Maritimes   | Pierre Laffitte       |       | UDF-PRV |                                                                         |
| Bouches-du-Rhône  | André Vallet          |       | UDF-PRV |                                                                         |
| Corrèze           | Georges Mouly         |       | UDF-PRV | Rejoint le groupe UMP le 11 décembre 2002                               |
| Corse-du-Sud      | Nicolas Alfonsi       |       | PRG     |                                                                         |
| Gers              | Aymeri de Montesquiou |       | UDF-PRV |                                                                         |
| Hérault           | Gérard Delfau         |       | PRG     |                                                                         |
| Jura              | Gilbert Barbier       |       | UDF     |                                                                         |
| Lot               | André Boyer           |       | PRG     |                                                                         |
| Lot-et-Garonne    | Jean François-Poncet  |       | UDF     | Rejoint le groupe UMP le 11 décembre 2002                               |
| Lot-et-Garonne    | Daniel Soulage        |       | UDF     | Rejoint le groupe UC le 11 décembre 2002                                |
| Hautes-Pyrénées   | François Fortassin    |       | PRG     |                                                                         |
| Haute-Saône       | Bernard Joly          |       | UDF-PRV |                                                                         |
| Somme             | Fernand Demilly       |       | UDF     |                                                                         |
| Tarn-et-Garonne   | Jean-Michel Baylet    |       | PRG     |                                                                         |
| Tarn-et-Garonne   | Yvon Collin           |       | PRG     |                                                                         |
| Hauts-de-Seine    | Jean-Pierre Fourcade  |       | UDF     | Rejoint le groupe UMP le 11 décembre 2002                               |
| Seine-Saint-Denis | Ernest Cartigny       |       | UDF     | Élu le 11 décembre 2002 à la suite de la mort de Robert Calméjane (UMP) |
| Guadeloupe        | Dominique Larifla     |       | GUSR    | Rejoint le groupe en 2002                                               |
| Martinique        | Rodolphe Désiré       |       | PPM     | Rattaché au groupe                                                      |
| Guyane            | Georges Othily        |       | FDG     |                                                                         |

### Composition de 2004 à 2008
À la suite du renouvellement de 2004, le groupe RDSE est composé de 14 membres (Droite : 5 PRV, 1 UMP et 1 MPF / Gauche : 6 PRG et 1 FDG) et de 1 rattaché (1 GUSR) soit un total de 15 sénateurs. Le groupe a pu se maintenir grâce à l'adhésion de Georges Mouly (ex-UMP), Michel Thiollière (ex-UMP) et de Bernard Seillier (ex-RASNAG).
| Département     | Nom                   | Parti | Parti   | Remarques                                                           |
| --------------- | --------------------- | ----- | ------- | ------------------------------------------------------------------- |
| Aisne           | Jacques Pelletier     |       | UMP-PRV | Président, jusqu'à sa mort le 3 septembre 2007                      |
| Alpes-Maritimes | Pierre Laffitte       |       | UMP-PRV | Président à partir du 4 septembre 2007                              |
| Corrèze         | Georges Mouly         |       | UMP-PRV |                                                                     |
| Corse-du-Sud    | Nicolas Alfonsi       |       | PRG     |                                                                     |
| Haute-Corse     | François Vendasi      |       | PRG     | Élu le 19 juin 2005 à la suite de la démission de Paul Natali (UMP) |
| Haute-Garonne   | Bernard Seillier      |       | MPF     |                                                                     |
| Gers            | Aymeri de Montesquiou |       | UMP-PRV |                                                                     |
| Hérault         | Gérard Delfau         |       | PRG     |                                                                     |
| Jura            | Gilbert Barbier       |       | UMP     |                                                                     |
| Loire           | Michel Thiollière     |       | UMP-PRV |                                                                     |
| Lot             | André Boyer           |       | PRG     |                                                                     |
| Orne            | Nathalie Goulet       |       | DVD     | Élue le 26 février 2007 à la suite du décès de Daniel Goulet (UMP)  |
| Puy-de-Dôme     | Michel Charasse       |       | DVG     | Rejoint le groupe 28 mai 2008                                       |
| Hautes-Pyrénées | François Fortassin    |       | PRG     |                                                                     |
| Tarn-et-Garonne | Jean-Michel Baylet    |       | PRG     |                                                                     |
| Tarn-et-Garonne | Yvon Collin           |       | PRG     |                                                                     |
| Guadeloupe      | Daniel Marsin         |       | GUSR    |                                                                     |
| Guyane          | Georges Othily        |       | FDG     |                                                                     |

### Composition de 2008 à 2011
À la suite du renouvellement de 2008, le groupe RDSE est composé de 17 membres ( Gauche : 11 PRG, 2 DVG et 1 MRC / Droite : 1 PRV, 1 UMP et 1 LGM ). Ainsi, les sénateurs de gauche sont pour la première fois majoritaire au sein du groupe, la plupart des sénateurs radicaux valoisien siégeant au sein du groupe UMP.
| Département              | Nom                     | Parti | Parti   | Remarques                                              |
| ------------------------ | ----------------------- | ----- | ------- | ------------------------------------------------------ |
| Aveyron                  | Anne-Marie Escoffier    |       | PRG     | Vice-présidente                                        |
| Cantal                   | Jacques Mézard          |       | PRG     |                                                        |
| Corse-du-Sud             | Nicolas Alfonsi         |       | PRG     |                                                        |
| Haute-Corse              | François Vendasi        |       | PRG     |                                                        |
| Haute-Garonne            | Françoise Laborde       |       | PRG     |                                                        |
| Haute-Garonne            | Jean-Pierre Plancade    |       | PRG     |                                                        |
| Gers                     | Aymeri de Montesquiou   |       | UMP-PRV | Vice-président                                         |
| Gers                     | Raymond Vall            |       | PRG     |                                                        |
| Hérault                  | Robert Tropéano         |       | DVG     |                                                        |
| Jura                     | Gilbert Barbier         |       | UMP     |                                                        |
| Lot                      | Jean Milhau             |       | PRG     |                                                        |
| Puy-de-Dôme              | Michel Charasse         |       | DVG     | Jusqu'au 6 mars 2010, nommé au Conseil constitutionnel |
| Hautes-Pyrénées          | François Fortassin      |       | PRG     |                                                        |
| Haut-Rhin                | Jean-Marie Bockel       |       | LGM     | À partir du 14 décembre 2010                           |
| Tarn-et-Garonne          | Jean-Michel Baylet      |       | PRG     |                                                        |
| Tarn-et-Garonne          | Yvon Collin             |       | PRG     | Président                                              |
| Territoire de Belfort    | Jean-Pierre Chevènement |       | MRC     | Vice-président                                         |
| Guadeloupe               | Daniel Marsin           |       | GUSR    |                                                        |
| Saint-Pierre-et-Miquelon | Denis Detcheverry       |       | AD      | Rejoint le groupe en 2010                              |

### Composition de 2011 à 2014
À la suite du renouvellement de 2011, la gauche (PS, PCF, PRG et EELV) est pour la première fois dans l'histoire de la Ve République, majoritaire au Sénat. Cependant, le groupe RDSE ne peut se maintenir que grâce à l'apport de sénateurs PS et DVG. Il est alors composé de 17 membres ( Gauche : 12 PRG, 2 PS, 1 MRC et 1 DVG / Droite : 1 UMP ).
| Département           | Nom                     | Parti | Parti | Remarques                                                                    |
| --------------------- | ----------------------- | ----- | ----- | ---------------------------------------------------------------------------- |
| Aveyron               | Anne-Marie Escoffier    |       | PRG   | Nommée au gouvernement le 21 juin 2012 ; retrouve son siège le 3 mai 2014    |
| Aveyron               | Stéphane Mazars         |       | PRG   | Remplace Anne-Marie Escoffier durant son passage au gouvernement (2012-2014) |
| Cantal                | Jacques Mézard          |       | PRG   | Président                                                                    |
| Corse-du-Sud          | Nicolas Alfonsi         |       | PRG   |                                                                              |
| Haute-Corse           | François Vendasi        |       | PRG   |                                                                              |
| Haute-Garonne         | Françoise Laborde       |       | PRG   |                                                                              |
| Haute-Garonne         | Jean-Pierre Plancade    |       | PRG   |                                                                              |
| Gers                  | Raymond Vall            |       | PRG   |                                                                              |
| Hérault               | Robert Tropéano         |       | PRG   |                                                                              |
| Jura                  | Gilbert Barbier         |       | UMP   |                                                                              |
| Lot                   | Jean-Claude Requier     |       | PRG   |                                                                              |
| Lozère                | Alain Bertrand          |       | PS    |                                                                              |
| Hautes-Pyrénées       | François Fortassin      |       | PRG   |                                                                              |
| Pyrénées-Orientales   | Christian Bourquin      |       | DVG   | Jusqu'à sa mort le 26 août 2014                                              |
| Pyrénées-Orientales   | Hermeline Malherbe      |       | DVG   | À partir du 27 août 2014, en remplacement de Christian Bourquin              |
| Yvelines              | Philippe Esnol          |       | PRG   | Rejoint le groupe le 22 octobre 2013                                         |
| Tarn-et-Garonne       | Jean-Michel Baylet      |       | PRG   |                                                                              |
| Tarn-et-Garonne       | Yvon Collin             |       | PRG   |                                                                              |
| Var                   | Pierre-Yves Collombat   |       | PS    |                                                                              |
| Val-d'Oise            | Robert Hue              |       | MUP   | Rejoint le groupe le 13 septembre 2012                                       |
| Territoire de Belfort | Jean-Pierre Chevènement |       | MRC   | Vice-président                                                               |

### Composition de 2014 à 2017
Depuis 2012, le seuil minimum pour la constitution d'un groupe, est abaissé de 15 à 10 sénateurs. Ceci permet au groupe RDSE de se maintenir à la suite du renouvellement de 2014, étant composé de 13 membres (Gauche : 6 PRG, 3 DVG, 2 PS et 1 MDP / Droite : 1 UMP).
| Département         | Nom                   | Parti | Parti | Remarques                                                                                     |
| ------------------- | --------------------- | ----- | ----- | --------------------------------------------------------------------------------------------- |
| Bouches-du-Rhône    | Jean-Noël Guérini     |       | LFD13 | Rejoint le groupe le 15 juillet 2015                                                          |
| Bouches-du-Rhône    | Mireille Jouve        |       | LFD13 | Rejoint le groupe le 15 juillet 2015                                                          |
| Bouches-du-Rhône    | Michel Amiel          |       | LFD13 | Rejoint le groupe le 15 juillet 2015 ; rejoint en juin 2017 le groupe La République en marche |
| Cantal              | Jacques Mézard        |       | PRG   | Président, jusqu'au 24 mai 2017, nommé au gouvernement                                        |
| Cantal              | Josiane Costes        |       | PRG   | À partir du 18 juin 2017, en remplacement de Jacques Mézard                                   |
| Haute-Corse         | Joseph Castelli       |       | PRG   |                                                                                               |
| Haute-Garonne       | Françoise Laborde     |       | PRG   |                                                                                               |
| Gers                | Raymond Vall          |       | PRG   | Élu lors de l'élection partielle du 6 septembre 2015                                          |
| Jura                | Gilbert Barbier       |       | LR    | Président à partir du 24 mai 2017                                                             |
| Lot                 | Jean-Claude Requier   |       | PRG   |                                                                                               |
| Lozère              | Alain Bertrand        |       | PS    |                                                                                               |
| Hautes-Pyrénées     | François Fortassin    |       | PRG   | Jusqu'à sa mort le 15 mai 2017                                                                |
| Hautes-Pyrénées     | Michel Pélieu         |       | PRG   | À partir du 24 mai 2017, en remplacement de François Fortassin                                |
| Pyrénées-Orientales | Hermeline Malherbe    |       | DVG   |                                                                                               |
| Yvelines            | Philippe Esnol        |       | PRG   |                                                                                               |
| Tarn-et-Garonne     | Yvon Collin           |       | DVG   |                                                                                               |
| Var                 | Pierre-Yves Collombat |       | PS    |                                                                                               |
| Val-d'Oise          | Robert Hue            |       | MDP   |                                                                                               |
| Saint-Martin        | Guillaume Arnell      |       | RRR   |                                                                                               |

### Composition de 2017 à 2020
Après les renouvellement de 2017, le groupe RDSE voit le retour de sénateurs radicaux « valoisiens », dans le cadre d'une réunification de la famille radicale et se compose alors de 21 membres (Gauche : 7 PRG, 5 DVG, 1 PS, 2 écolos et 1 LREM / Droite : 4 PRV et 1 DVD).
Durant la mandature, le groupe connaît plusieurs modifications avec l'arrivée de quatre sénateurs socialistes : Didier Guillaume (qui quittera le groupe à la suite de sa nomination au gouvernement), Jean-Yves Roux, Henri Cabanel et Éric Jeansannetas. 
En 2019, l'un des élus radicaux rejoindra Les Indépendants – République et territoires tandis que trois autres (Maryse Carrère, Joseph Castelli et Raymond Vall) reformeront le Parti radical de gauche sans quitter le groupe qui se stabilisera à 24 membres avec l'arrivée de Danièle Garcia.
| Département              | Nom                  | Parti | Parti    | Remarques                                                                   |
| ------------------------ | -------------------- | ----- | -------- | --------------------------------------------------------------------------- |
| Alpes-de-Haute-Provence  | Jean-Yves Roux       |       | PS       | Rejoint le groupe en juillet 2018                                           |
| Bouches-du-Rhône         | Jean-Noël Guérini    |       | LFD13    |                                                                             |
| Bouches-du-Rhône         | Mireille Jouve       |       | LFD13    |                                                                             |
| Bouches-du-Rhône         | Danièle Garcia       |       | DVG      | Rejoint le groupe le 3 août 2020                                            |
| Cantal                   | Josiane Costes       |       | MR (PRG) | Suppléante de Jacques Mézard, nommé au conseil constitutionnel              |
| Creuse                   | Éric Jeansannetas    |       | PS       | Rejoint le groupe en mai 2019                                               |
| Haute-Corse              | Joseph Castelli      |       | MR (PRV) |                                                                             |
| Drôme                    | Didier Guillaume     |       | PS       | Rejoint le groupe le 22 mai 2018 ; nommé au gouvernement le 16 octobre 2018 |
| Haute-Garonne            | Françoise Laborde    |       | MR (PRG) |                                                                             |
| Gers                     | Raymond Vall         |       | MR (PRG) |                                                                             |
| Gironde                  | Nathalie Delattre    |       | MR (PRV) |                                                                             |
| Loire-Atlantique         | Ronan Dantec         |       | ÉCO      | Rattaché au groupe                                                          |
| Lot                      | Jean-Claude Requier  |       | MR (PRG) | Président                                                                   |
| Lozère                   | Alain Bertrand       |       | LREM     | Décédé le 3 mars 2020                                                       |
| Lozère                   | Guylène Pantel       |       | PS       | Remplace Alain Bertrand, mort le 3 mars 2020                                |
| Meurthe-et-Moselle       | Véronique Guillotin  |       | MR (PRV) |                                                                             |
| Meuse                    | Franck Menonville    |       | MR (PRV) | Rejoint le groupe Les Indépendants – République et territoires en mai 2019  |
| Morbihan                 | Joël Labbé           |       | ÉCO      | Rattaché au groupe                                                          |
| Pas-de-Calais            | Jean-Pierre Corbisez |       | PS       |                                                                             |
| Puy-de-Dôme              | Éric Gold            |       | MR (PRG) |                                                                             |
| Hautes-Pyrénées          | Maryse Carrère       |       | MR (PRG) |                                                                             |
| Tarn-et-Garonne          | Yvon Collin          |       | DVG      |                                                                             |
| Haute-Vienne             | Jean-Marc Gabouty    |       | MR (PRV) |                                                                             |
| Essonne                  | Olivier Léonhardt    |       | DVG      |                                                                             |
| Saint-Martin             | Guillaume Arnell     |       | RRR      |                                                                             |
| Hérault                  | Henri Cabanel        |       | PS       | Rejoint le groupe en mai 2019                                               |
| Saint-Pierre-et-Miquelon | Stéphane Artano      |       | AD       |                                                                             |

### Composition de 2020 à 2023
À la suite du renouvellement de 2020, le groupe RDSE est composé de 15 membres ( Gauche : 4 DVG, 3 PRG, 2 TdP et 1 PS / Droite : 4 PRV et 1 DVD).
| Département                | Nom                  | Parti | Parti        | Remarques                |
| -------------------------- | -------------------- | ----- | ------------ | ------------------------ |
| Alpes-de-Haute-Provence    | Jean-Yves Roux       |       | PRG          |                          |
| Bouches-du-Rhône           | Jean-Noël Guérini    |       | DVG          |                          |
| Gironde                    | Nathalie Delattre    |       | PRV          |                          |
| Hérault                    | Christian Bilhac     |       | PRG          |                          |
| Hérault                    | Henri Cabanel        |       | DVG          |                          |
| Lot                        | Jean-Claude Requier  |       | PRV          | Président du groupe      |
| Lozère                     | Guylène Pantel       |       | PS           |                          |
| Meurthe-et-Moselle         | Véronique Guillotin  |       | PRV          |                          |
| Pas-de-Calais              | Jean-Pierre Corbisez |       | DVG          |                          |
| Puy-de-Dôme                | Éric Gold            |       | TdP puis DVG |                          |
| Hautes-Pyrénées            | Maryse Carrère       |       | PRG          |                          |
| Rhône et métropole de Lyon | Bernard Fialaire     |       | PRV          |                          |
| Var                        | André Guiol          |       | TdP puis DVG |                          |
| Essonne                    | Olivier Léonhardt    |       | DVG          | Décédé le 2 février 2022 |
| Saint-Pierre-et-Miquelon   | Stéphane Artano      |       | AD           |                          |

### Composition actuelle
À la suite du renouvellement de 2023, le groupe RDSE est composé de 16 membres (Gauche et centre gauche : 4 PRG, 2 PS, 1 PRV-CSA, 5 DVG / Centre : 4 PRV).
S’y rattache, en 2024, une sénatrice de l’ASFE portant le nombre de membres du groupe à 17.
| Département                     | Nom                       | Parti | Parti   | Remarques                                                   |
| ------------------------------- | ------------------------- | ----- | ------- | ----------------------------------------------------------- |
| Alpes-de-Haute-Provence         | Jean-Yves Roux            |       | PRG     |                                                             |
| Bouches-du-Rhône                | Jean-Noël Guérini         |       | DVG     | Démissionne le 20 mars 2024                                 |
| Bouches-du-Rhône                | Mireille Jouve            |       | DVG     | Remplace le 21 mars 2024 Jean-Noël Guérini démissionnaire.  |
| Gironde                         | Mireille Conte Jaubert    |       | DVD     |                                                             |
| Hérault                         | Christian Bilhac          |       | PRG     |                                                             |
| Hérault                         | Henri Cabanel             |       | DVG     |                                                             |
| Loire-Atlantique                | Philippe Grosvalet        |       | PS      |                                                             |
| Lot                             | Raphaël Daubet            |       | PRV     |                                                             |
| Lot-et-Garonne                  | Michel Masset             |       | DVG     |                                                             |
| Lozère                          | Guylène Pantel            |       | PS      |                                                             |
| Meurthe-et-Moselle              | Véronique Guillotin       |       | PRV     |                                                             |
| Puy-de-Dôme                     | Éric Gold                 |       | DVG     |                                                             |
| Hautes-Pyrénées                 | Maryse Carrère            |       | PRG     | Présidente du groupe                                        |
| Rhône et métropole de Lyon      | Bernard Fialaire          |       | PRV     |                                                             |
| Seine-Saint-Denis               | Ahmed Laouedj             |       | PRG     |                                                             |
| Var                             | André Guiol               |       | DVG     |                                                             |
| Saint-Pierre-et-Miquelon        | Annick Girardin           |       | PRV-CSA | Déchue par le Conseil constitutionnel le 13 septembre 2024, |
| Saint-Pierre-et-Miquelon        | Jean-Marc Ruel            |       | PRV-CSA | Élu lors d’une sénatoriale partielle en décembre 2024.      |
| Français établis hors de France | Sophie Briante Guillemont |       | ASFE    | Rattachée au groupe à partir du 11 septembre 2024           |

## Organisation

### Présidents
| No | Portrait                                                                | Identité                                   | Période           | Période                 | Durée                      | Étiquette  |
| No | Portrait                                                                | Identité                                   | Début             | Fin                     | Durée                      | Étiquette  |
| -- | ----------------------------------------------------------------------- | ------------------------------------------ | ----------------- | ----------------------- | -------------------------- | ---------- |
| 1  | Pas de portrait sous licence libre disponible pour Ernest Cartigny.     | Ernest Cartigny (1923 - 2009)              | 4 avril 1989      | 1er octobre 1995        | 6 ans, 5 mois et 27 jours  | UDF-AD (d) |
| 2  | Pas de portrait sous licence libre disponible pour Guy-Pierre Cabanel.  | Guy-Pierre Cabanel (1927 - 2016)           | octobre 1995      | 30 septembre 2001       | 5 ans et 11 mois           | PRV        |
| 3  | Pas de portrait sous licence libre disponible pour Jacques Pelletier.   | Jacques Pelletier (1929 - 2007)            | octobre 2001      | 3 septembre 2007 (mort) | 5 ans et 11 mois           | PRV        |
| 4  | Pierre Laffitte                                                         | Pierre Laffitte (1925 - 2021)              | 19 septembre 2007 | 30 septembre 2008       | 1 an et 11 jours           | PRV        |
| 5  | Pas de portrait sous licence libre disponible pour Yvon Collin.         | Yvon Collin (né en 1944)                   | 2 octobre 2008    | 30 septembre 2011       | 2 ans, 11 mois et 28 jours | PRG        |
| 6  | Jacques Mézard                                                          | Jacques Mézard (né en 1947)                | 4 octobre 2011    | 22 mai 2017             | 5 ans, 7 mois et 18 jours  | PRG        |
| 7  | Gilbert Barbier, 12 septembre 2007.                                     | Par intérim : Gilbert Barbier (né en 1940) | 23 mai 2017       | 1er octobre 2017        | 4 mois et 8 jours          | LR         |
| 8  | Pas de portrait sous licence libre disponible pour Jean-Claude Requier. | Jean-Claude Requier (né en 1947)           | 3 octobre 2017    | 2 octobre 2023          | 5 ans, 11 mois et 29 jours | PRG MR PRV |
| 9  | Pas de portrait sous licence libre disponible pour Maryse Carrère.      | Maryse Carrère (née en 1967)               | 2 octobre 2023    |                         |                            | PRG        |

### Secrétaires généraux
| Portrait                                                           | Identité                            | Période | Période  | Durée  |
| Portrait                                                           | Identité                            | Début   | Fin      | Durée  |
| ------------------------------------------------------------------ | ----------------------------------- | ------- | -------- | ------ |
| Pascal-Raphaël Ambrogi en 2016.                                    | Pascal-Raphaël Ambrogi (né en 1963) | 1995    | 2009     | 14 ans |
| Pas de portrait sous licence libre disponible pour Samuel Deguara. | Samuel Deguara (d) (né en 1977)     | 2009    | 2017     | 8 ans  |
| Pas de portrait sous licence libre disponible pour Jérôme Fastier. | Jérôme Fastier (d)                  | 2017    | En cours | 8 ans  |